# Liberale Partij (Kroatië)

Logo

De Liberale Partij (Kroatisch Liberalna stranka, LS) was een politieke partij van Kroatië tussen 1997 en 2006. De partij was onderdeel van de Liberale Internationale en de ELDR. Partijleider was Zlatko Benašić.
In 1997 werd deze partij door Vladimir Gotovac opgezet nadat zijn fractie zich afsplitste van de Kroatische Sociaal Liberale Partij. In 2000 had de partij twee zetels in het Kroatische parlement en één minister in de coalitieregering met de veel grotere Sociaaldemocratische Partij van Kroatië.
In 2003 had de LS wederom twee vertegenwoordigers in het parlement, in samenwerking met de sociaal democraten, maar later werd zij deel van de oppositie.
Na de laatste verkiezingen kondigde ex-partijleider Ivo Banac aan de LS te willen fuseren met de Kroatische Volkspartij en de LIBRA in één grote liberale partij, maar de fractie geleid door Zlatko Kramarić keerde zich tegen dit plan. Banac werd afgezet tijdens een partijbijeenkomst.
Na de lokale verkiezingen in 2005 begon Zlatko Kramarić met onderhandelingen tussen de LS en de Kroatische Sociaal Liberale Partij die een groep dissidenten in Split opriep de Dalmatische Liberale Partij te vormen.
De LS is formeel gezien opgeheven, haar leden en organisatie zijn in het begin van 2006 bij de HSLS ingetrokken.
Regeringspartijen:

Kroatische Democratische Unie · Kroatische Volkspartij-Liberaal Democraten · Kroatische Sociaal-Liberale Partij

Kroatische Seniorenpartij · Onafhankelijke Democratische Servische Partij

Overige partijen:

Kroatische Partij van Rechten · Kroatische Boerenpartij · Istrische Democratische Assemblee · Sociaaldemocratische Partij van Kroatië · Alliantie van Primorje · Gorski Kotar · Kroatische Democratische Boerenpartij · Democratisch Centrum · Liberale Partij · Kroatisch Democratisch Centrum · Democratische Prigorje-Zagreb Partij · Međimurje Partij · Zagorje Democratische Partij · Slavonië-Baranja Kroatische Partij · Kroatisch Blok · Kroatische Christelijke Democratische Unie · Kroatische Partij van Rechten 1861 · Kroatische Pure Partij van Rechten · Kroatische Werkelijke Renaissance · Socialistische Arbeiderspartij van Kroatië · Servische Volkspartij · Sociaal Democratische Actie van Kroatië

Politieke partijen van etnische minderheden:

Democratische Unie van Hongaren van Kroatië · Duitse Volksunie - Nationale Associatie van Donau-Zwaben in Kroatië

Onafhankelijke Democratische Servische Partij · Partij voor Democratische Actie van Kroatië